# Rosie Perez
Rosa María "Rosie" Perez (Brooklyn, Nova York, 6 de setembro de 1964) é uma atriz, cantora, dançarina, coreógrafa, diretor, ativista e comediante estadunidense.  Tornou-se conhecida pelos papéis nos filmes Do the Right Thing (1989) e White Men Can't Jump (1992), ambos do diretor Spike Lee. Ela foi indicada ao Oscar de Melhor Atriz Coadjuvante por sua atuação em Fearless (1993), além de três Emmy Awards por seu trabalho como coreógrafa em In Living Color (1990–1994).
Perez também se apresentou em peças da Broadway, como The Ritz, Frankie and Johnny in the Clair de Lune e Fish in the Dark, além de ter sido co-apresentadora do talk show The View, da ABC, durante a 18ª temporada.

## Biografia
Pérez nasceu no bairro de Bushwick, no distrito do Brooklyn, numa família de portorriquenhos. Sua mãe, Lydia Fontañez Pérez, uma cantora, era casada com Ventura Pérez à época do nascimento de Rosie. Entretanto, o pai biológico de Rosie é Ismael Serrano, um marinheiro mercante com quem sua mãe teve um caso. Rosie passou grande parte de sua juventude em instituições de assistência social. Ela cursou o ensino médio na Grover Cleveland High School, no condado de Queens, em Nova York, e o ensino superior numa faculdade comunitária de Los Angeles.

## Carreira
Pérez começou sua carreira no final da década de 1980 como dançarina do programa de televisão Soul Train e coreógrafa dos videoclipes de Janet Jackson, Bobby Brown, Diana Ross e LL Cool J. Ela foi coreógrafa do grupo de dançarinas Fly Girls, presente em cada episódio de In Living Color. Por seu trabalho com as Fly Girls recebeu três indicações ao Emmy de melhor coreografia. Em 1989, o diretor de cinema Spike Lee ficou impressionado com Pérez numa boate e decidiu contratá-la para aquele que seria seu primeiro grande papel como atriz no filme Do the Right Thing.
Em 1991, estrelou o filme Night on Earth de Jim Jarmusch. No ano seguinte, contracenou com Wesley Snipes e Woody Harrelson na comédia de sucesso White Men Can't Jump. Em 1993, Pérez foi indicada ao Oscar de melhor atriz coadjuvante por seu papel no filme Fearless, dirigido por Peter Weir. Por este mesmo filme, recebeu uma menção especial no Festival de Berlim. No ano seguinte, Pérez foi antagonista da comédia romântica It Could Happen to You, estrelada por Nicolas Cage e Bridget Fonda.
Em 1997, Pérez estrelou ao lado de Javier Bardem em Perdita Durango, controverso filme de Alex de la Iglesia que teve várias cenas de sexo, violência e nudez editadas em sua versão estadunidense. Tais cenas, entretanto, permaneceram intactas nas edições europeia e latino-americana do filme.
Em 2002, ela fez sua estreia na Broadway com a peça Frankie and Johnny in the Clair de Lune de Terrence McNally. Desde 2005, Pérez fornece sua voz ao personagem de Click, a câmera, no seriado de animação Go, Diego, Go. Ela havia passado por essa experiência pela primeira vez em 2000, ao interpretar uma indígena no filme de animação da DreamWorks O Caminho para El Dorado.
Mais recentemente, Pérez interpretou uma policial corrupta no filme Pineapple Express, contracenando com Seth Rogen, James Franco e Gary Cole. Em outubro de 2009, ela fez uma participação especial num episódio do seriado policial Law & Order: Special Victims Unit. De acordo com o produtor executivo do programa, Neil Baer, os roteiristas escreveram o papel pensando em Pérez.

## Ativismo
Pérez é uma ativista pelos direitos dos portorriquenhos. O filme Yo Soy Boricua! Pa' Que Tú Lo Sepas!, dirigido por ela, é um documentário sobre esse seu ativismo. Ela também estrelou e dirigiu a campanha em língua espanhola da PSA contra a AIDS para o Cable Positive e a Kismet Films. A campanha também trazia o ator Wilmer Valderrama, a apresentadora do BET Julissa Bermudez, o ator de telenovelas Erick Elias, a atriz e cantora Lorena Rojas, a Miss Universo Zuleyka Rivera e a atriz Judy Marte. A versão em língua inglesa da campanha foi dirigida pelo ator Liev Schreiber. O presidente Barack Obama nomeou Pérez para o Conselho Presidencial Consultivo sobre HIV/AIDS. Ela tomou posse em 2 de fevereiro de 2010.
Em 6 de janeiro de 2000, Pérez foi presa por conduta desordeira em Manhattan após participar de um comício contra o treinamento com armas aéreas a ser executado pela Marinha dos Estados Unidos em Vieques, uma ilha portorriquenha.

## Filmografia
Como atriz:
- Do the Right Thing (1989) .... Tina
- Criminal Justice (1990) .... Denise Moore
- Night on Earth (1991) .... Angela
- White Men Can't Jump (1992) .... Gloria Clemente
- Untamed Heart (1993) .... Cindy
- Fearless (1993) .... Carla Rodrigo
- It Could Happen to You (1994) .... Muriel Lang
- Somebody to Love (1994) .... Mercedes
- Thumbelina (1995).... Thumbelina
- A Brother's Kiss (1997) .... Debbie
- Subway Stories: Tales from the Underground (1997) .... Mystery Girl
- Perdita Durango (1997) .... Perdita Durango
- The 24 Hour Woman (1999) .... Grace Santos
- The Road to El Dorado (2000) (voice) .... Chel
- Human Nature (2001) .... Louise
- Riding in Cars with Boys (2001) .... Shirley Perr
- King of the Jungle (2001) .... Joanne
- Widows (2002) .... Linda
- From the 104th Floor (2003) (voz) .... Narradora
- Exactly (2004) .... Angela
- Lackawanna Blues (2004) .... Bertha
- Just Like the Son (2006) .... Mrs. Ponders
- The Take (2008) .... Marina De La Pena
- Pineapple Express (2008) .... Officer Carol Brazier
- Lipstick Jungle (2008) ....Dahlia
- Law & Order: Special Victims Unit (2009) .... Eva Banks (Episódio 1105: Hardwired)
- Birds of Prey (2020) .... Renee Montoya
- The Flight Attendant (2020) .... Megan Briscoe

Como produtora:
- Subway Stories: Tales from the Underground (1997)
- The 24 Hour Woman (1999)

Como coreógrafa:
- Do the Right Thing (1989)
- In Living Color (1990–1992)

Como diretora:
- Yo Soy Boricua! Pa' Que Tu Lo Sepas! (2005)